# Bryski (województwo łódzkie)
Bryski – wieś w Polsce położona w województwie łódzkim, w powiecie łęczyckim, w gminie Góra Świętej Małgorzaty.
Prywatna wieś duchowna położona była w drugiej połowie XVI wieku w powiecie łęczyckim województwa łęczyckiego. Wieś  klasztoru kanoników regularnych w Trzemesznie.
20 lutego 1939 otwarto we wsi Uniwersytet Wiejski.
W latach 1975–1998 miejscowość administracyjnie należała do województwa płockiego.